# Diplacina militaris
Diplacina militaris är en trollsländeart. Diplacina militaris ingår i släktet Diplacina och familjen segeltrollsländor.

## Underarter
Arten delas in i följande underarter:
- D. m. militaris
- D. m. dumogae